# Bob Guiney
Robert « Bob » Guiney est un présentateur et chanteur américain, né le 8 mai 1971 à Riverview dans l'état du Michigan (États-Unis).

## Carrière
En 2003, il fut choisi pour être le bachelor de la saison 4 de la télé-réalité du même nom. La même année, il sort un livre What a Difference a Year Makes: How Life's Unexpected Setbacks Can Lead to Unexpected Joy sur cette expérience. De 2009 à 2011, il a coprésenté le jeu télévisé GSN Live (en) sur la chaine Game Show Network.
Bob Guiney est aussi chanteur. Il a son propre groupe, Bob Guiney Band composé de 5 membres, avec lequel il a sorti un album 3 sides en 2003.
Mais il est plus connu grâce à ses prestations avec le groupe Band From TV, qui inclut de nombreux acteurs comme Greg Grunberg, Hugh Laurie, James Denton, Teri Hatcher et Jesse Spencer.

## Vie personnelle
Il fut marié avec l'actrice Rebecca Budig pendant 5 ans avant de se séparer en avril 2010. Il vit aujourd'hui à Los Angeles.